# Beeranahalli, Arkalgud
Beeranahalli là một làng thuộc tehsil Arkalgud, huyện Hassan, bang Karnataka, Ấn Độ.